# Парк имени Фёдора Мершавцева
Парк имени Фёдора Мершавцева (укр. Парк імені Федора Мершавцева; до 2016 — Парк имени Газеты «Правда») — парк-памятник садово-паркового искусства местного значения в Центрально-Городском районе Кривого Рога.

## Характеристика
Площадь 36 га. В парке находится братская могила комсомольцев-подпольщиков из группы Николая Решетняка.

## История
Создан в 1972 году. В 1961 году к Парку им. Газеты «Правда» присоединён Комсомольский парк. С 2016 года носит имя Фёдора Мершавцева.
В сентябре 2022 года во время российского вторжения в Украину россияне нанесли удар по  дамбе Карачуновского водохранилища, в результате чего была затоплена значительная часть парка имени Фёдора Мершавцева, где уровень воды поднялся до 190 см.

## Галерея

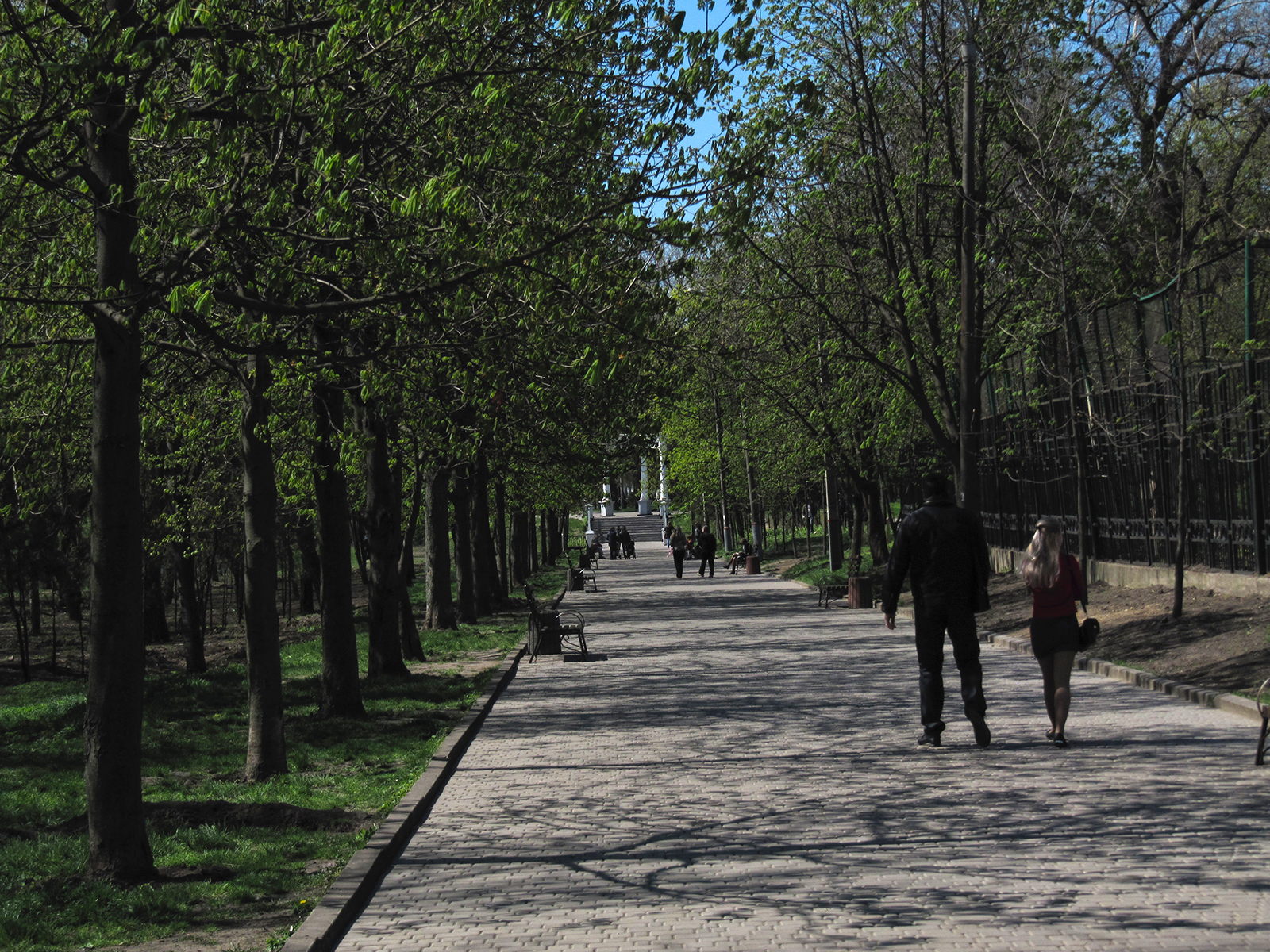
Главная аллея парка
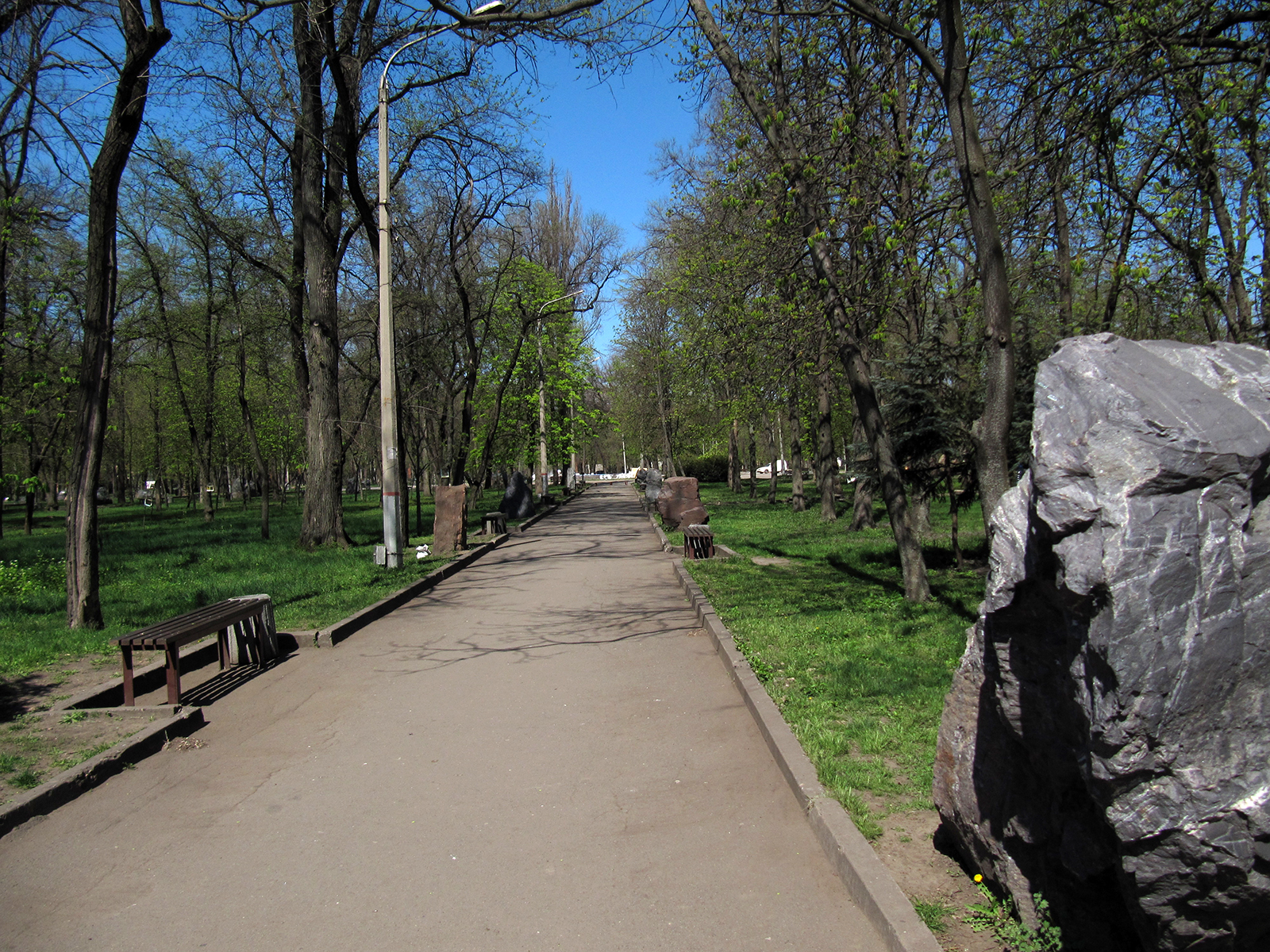
Коллекция геологических образцов пород, из разных рудников города, с 2012 года украшает часть парка
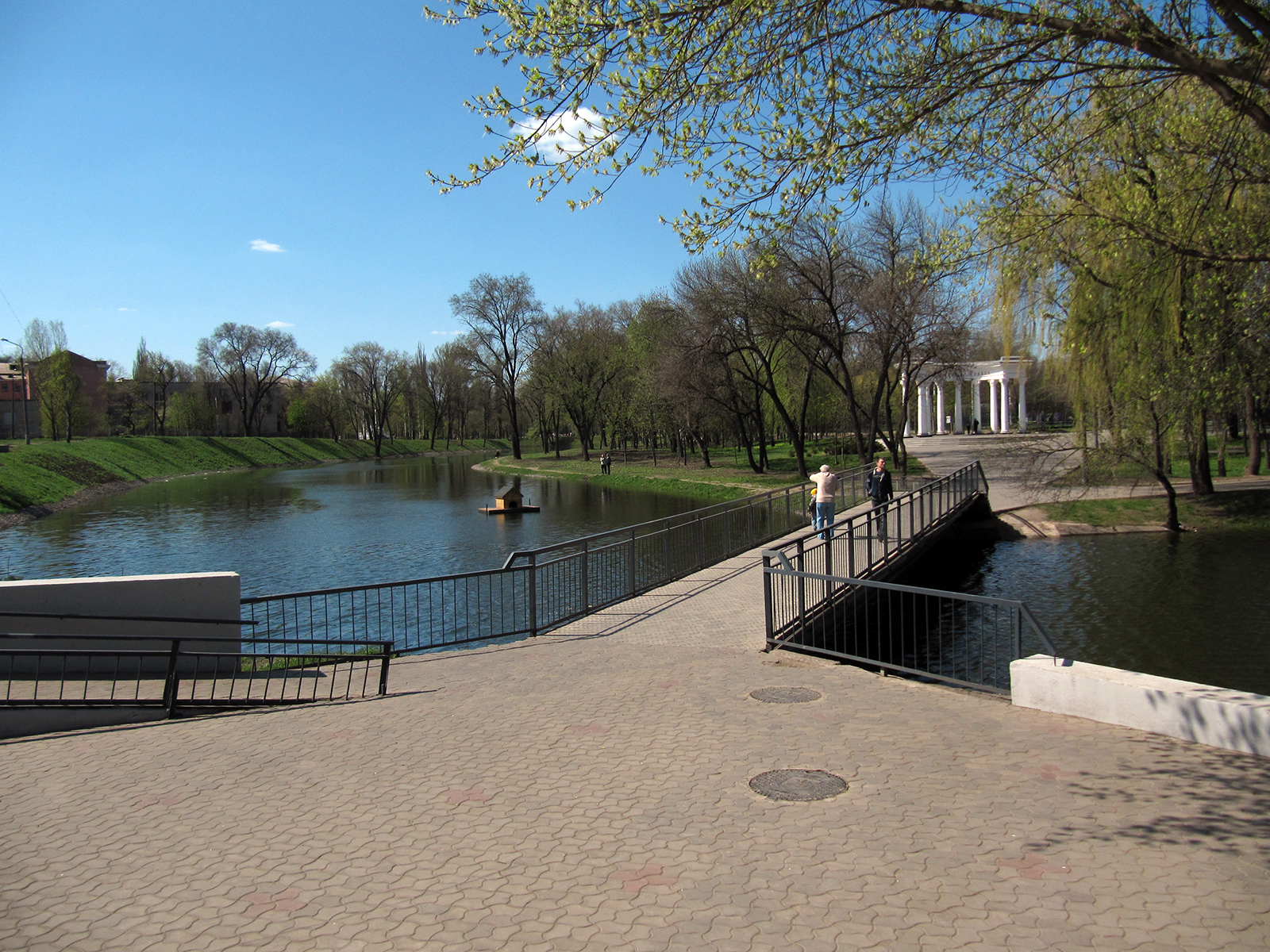
Современный вид входа в парк, после реконструкции 2012 года
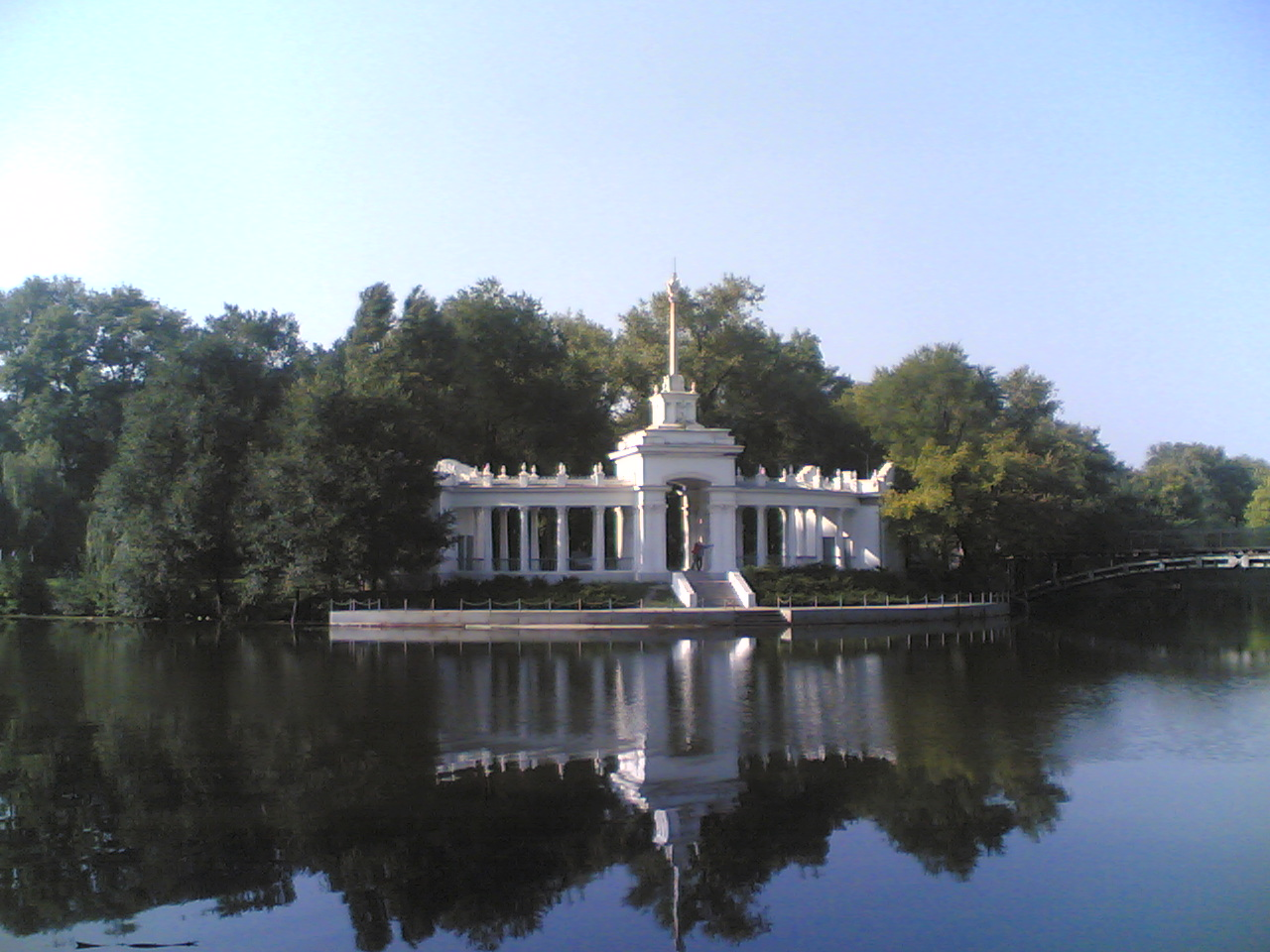
Лодочная станция
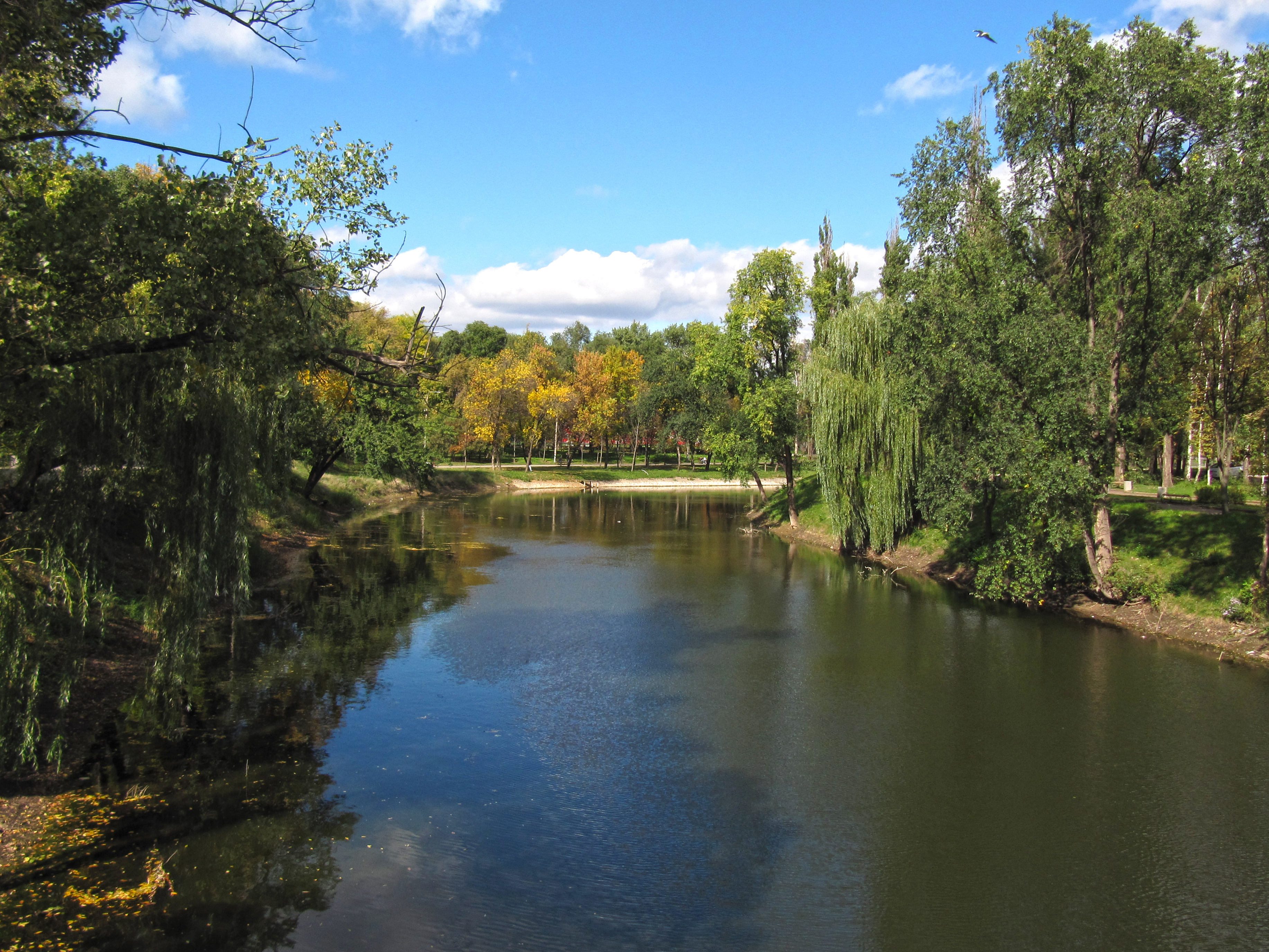
Саксагань после чистки русла и реконструкции берега, вид с паркового моста возле лодочной станции.